# 源仲宗
源 仲宗（みなもと の なかむね）は、平安時代後期の武将。河内源氏、肥後守・源頼清の長男。『尊卑分脈』による官位は従四位下・蔵人、筑後守。

## 略歴
延久4年（1072年）、白河天皇の六位蔵人に任ぜられる（『蔵人補任』）。その後、甲斐守となり、承暦3年（1079年）6月の延暦寺大衆による強訴では源頼綱・頼俊・平季衡・正衡などと共に都の防衛に投入される（『為房卿記』同年6月6日条）。次いで筑前守に任じ、その任期を終えていた寛治6年（1093年）3月には六条高倉にあった仲宗邸の雑舎が焼亡した（『中右記』同年3月9日条）。また同年、筑前で捕らえた犯人を連行し上洛した際に関白藤原師通から鞍一具を与えられていることから摂関家とも繋がりを有していた可能性が推測されている（『後二条師通記』同年11月16日条・12月6日条）。
しかし嘉保元年（1094年）8月、白河院殿上人であった長子・惟清が院を呪詛したとして、同じく院に仕えていた顕清・仲清・光清ら子息達と共に連座し仲宗は周防国への配流が言い渡された（『中右記』同年8月17日条）。以後の動静は未詳。